# أمير سعيد السحار
أمير سعيد جودة السحار ( - 4 نوفمبر 2018) هو كاتب وناشر مصري تخصص في الكتابة للأطفال، وهو مدير مكتبة مصر، والده هو المترجم المصري سعيد جودة السحار مؤسس مكتبة مصر بحي الفجالة في القاهرة، وعمه هو الكاتب المصري عبد الحميد جودة السحار.

## تاريخ مكتبة مصر
كان الكاتب والمترجم المصري سعيد جودة السحار يقوم بترجمة الكتب من اللغة الإنجليزية إلى العربية، إلى جانب تأليف الكتب إلا أنه عجز عن إقناع دور النشر المصرية آنذاك بنشر أعماله الأدبية المؤلفة والمترجمة. وفي عام 1932 قام سعيد جودة السحار بشراء إحدى مكتبات شارع الفجالة في القاهرة، ثم حولها من مكتبة لبيع الأدوات المدرسية والمكتبية كالطباشير والأقلام، إلى مكتبة لنشر كتبه المترجمة، وسرعان ما توسعت المكتبة وصارت تنشر أعمال أبرز المؤلفين في مصر آنذاك، ومن بينهم عبد الحميد جودة السحار، وطه حسين، وأحمد لطفى السيد، وزكى مبارك، وغيرهم.
وفي عام 1943، حين بدأ الكاتب عبدالحميد جودة السحار العمل بالكتابة، عانى عبد الحميد جودة السحار مع عدد من المؤلفين الشباب آنذاك، كان من بينهم نجيب محفوظ، وعلى أحمد باكثير، ومحمد عبد القادر، من تعنت دور النشر، ورفضها لنشر أعمال المؤلفين المغمورين، فقرروا جميعا تشكيل لجنة النشر للجامعيين بالمكتبة، فوافق سعيد جودة السحار على نشر كتاب شهريا لأحد أعضاء اللجنة في مقابل أن يدفع أعضاؤها اشتراكًا شهريًا قيمته 2 جنيهاً مصرياً.
وقد كان لهذه اللجنة الفضل في إصدار عدد من أهم الكتب والاعمال الأدبية، فمنها خرجت رواية «رادوبيس» لأديب نوبل نجيب محفوظ، والتى تنبأ الكاتب عبد الحميد السحار وقت صدورها لأول مرة بأنها تستحق جائزة نوبل، إلا أن هذه اللجنة توقفت عن العمل بعد ذلك وانفرط عقدها.

## مؤلفاته
ألف أمير سعيد جودة السحار العديد من المؤلفات التي ينتمي معظمها إلى أدب الأطفال ضمن سلسلة من القصص أطلق عليها اسم «حكايات أمير وابنه»، ومنها:
- بخ بخ: صدر عن مكتبة مصر لطباعة الأوفست والنشر والتوزيع بالقاهرة.[3]
- صور من أكتوبر: صدر عام 1975 عن مكتبة القاهرة الحديثة للنشر والتوزيع بالقاهرة.[4]
- ايهما أكثر؟: صدرت عن مكتبة مصر لطباعة الأوفست والنشر والتوزيع بالقاهرة.[5]
- الحق قوة: صدرت عن مكتبة مصر لطباعة الأوفست والنشر والتوزيع بالقاهرة.[6]
- اسمعتهم: صدرت عن مكتبة مصر لطباعة الأوفست والنشر والتوزيع بالقاهرة.[7]
- هذه وديعتك: صدرت عن مكتبة مصر لطباعة الأوفست والنشر والتوزيع بالقاهرة.[8]
- اخر شقاوة: صدرت عن مكتبة مصر لطباعة الأوفست والنشر والتوزيع بالقاهرة.[9]
- واحد من السماء: صدرت عن مكتبة مصر لطباعة الأوفست والنشر والتوزيع بالقاهرة.[10]
- القطة الشقية: صدرت عن مكتبة مصر لطباعة الأوفست والنشر والتوزيع بالقاهرة.[11]
- الكابوريا الشقى: صدرت عن مكتبة مصر لطباعة الأوفست والنشر والتوزيع بالقاهرة.[12]
- سارق البلح: صدرت عن مكتبة مصر لطباعة الأوفست والنشر والتوزيع بالقاهرة.[13]
- صاحب الحديقة: صدرت عن مكتبة مصر لطباعة الأوفست والنشر والتوزيع بالقاهرة.[14]
- حريق في الغابة: صدرت عن مكتبة مصر لطباعة الأوفست والنشر والتوزيع بالقاهرة.[15]
- القرد والصياد: صدرت عن مكتبة مصر لطباعة الأوفست والنشر والتوزيع بالقاهرة.[16]
- ثوب الخليفة: صدرت عن مكتبة مصر لطباعة الأوفست والنشر والتوزيع بالقاهرة.[17]
- الخبز اللذيذ: صدرت عن مكتبة مصر لطباعة الأوفست والنشر والتوزيع بالقاهرة.[18]
- الثعلب العجوز: صدرت عن مكتبة مصر لطباعة الأوفست والنشر والتوزيع بالقاهرة.[19]
- زراع الشر: صدرت عن مكتبة مصر لطباعة الأوفست والنشر والتوزيع بالقاهرة.[20]
- منطق اعرابي: صدرت عن مكتبة مصر لطباعة الأوفست والنشر والتوزيع بالقاهرة.[21]
- صبر وحكمة: صدرت عن مكتبة مصر لطباعة الأوفست والنشر والتوزيع بالقاهرة.[22]
- الحصان النونو: صدرت عن مكتبة مصر لطباعة الأوفست والنشر والتوزيع بالقاهرة.[23]
- نكران الجميل: صدرت عام 1991 عن مكتبة مصر لطباعة الأوفست والنشر والتوزيع بالقاهرة.[24]
- المال مال الله: صدرت عن مكتبة مصر لطباعة الأوفست والنشر والتوزيع بالقاهرة.[25]

- البرتقالة الذهبية: صدرت عن مكتبة مصر لطباعة الأوفست والنشر والتوزيع بالقاهرة.[26]
- الزائر الشرير: صدرت عن مكتبة مصر لطباعة الأوفست والنشر والتوزيع بالقاهرة.[27]
- دبدوب وابو الضفادع: صدرت عن مكتبة مصر لطباعة الأوفست والنشر والتوزيع بالقاهرة.[28]
- الغراب الطماع: صدرت عن مكتبة مصر لطباعة الأوفست والنشر والتوزيع بالقاهرة.[29]
- الأصم: صدرت عن مكتبة مصر لطباعة الأوفست والنشر والتوزيع بالقاهرة.[30]
- القرد ميمون والفخ الملعون: صدرت عام 1984 عن مكتبة مصر لطباعة الأوفست والنشر والتوزيع بالقاهرة.[31]
- الصادق الذي غفر له الله: صدرت عن مكتبة مصر لطباعة الأوفست والنشر والتوزيع بالقاهرة.[32]
- خبز وملح: صدرت عن مكتبة مصر لطباعة الأوفست والنشر والتوزيع بالقاهرة.[33]
- باكروا الغدو: صدرت عن مكتبة مصر لطباعة الأوفست والنشر والتوزيع بالقاهرة.[34]
- الغلام والساحر (عن حديث لرسول الله صلى الله عليه وسلم): صدرت عن مكتبة مصر لطباعة الأوفست والنشر والتوزيع بالقاهرة.[35]